# Ливонский диалект

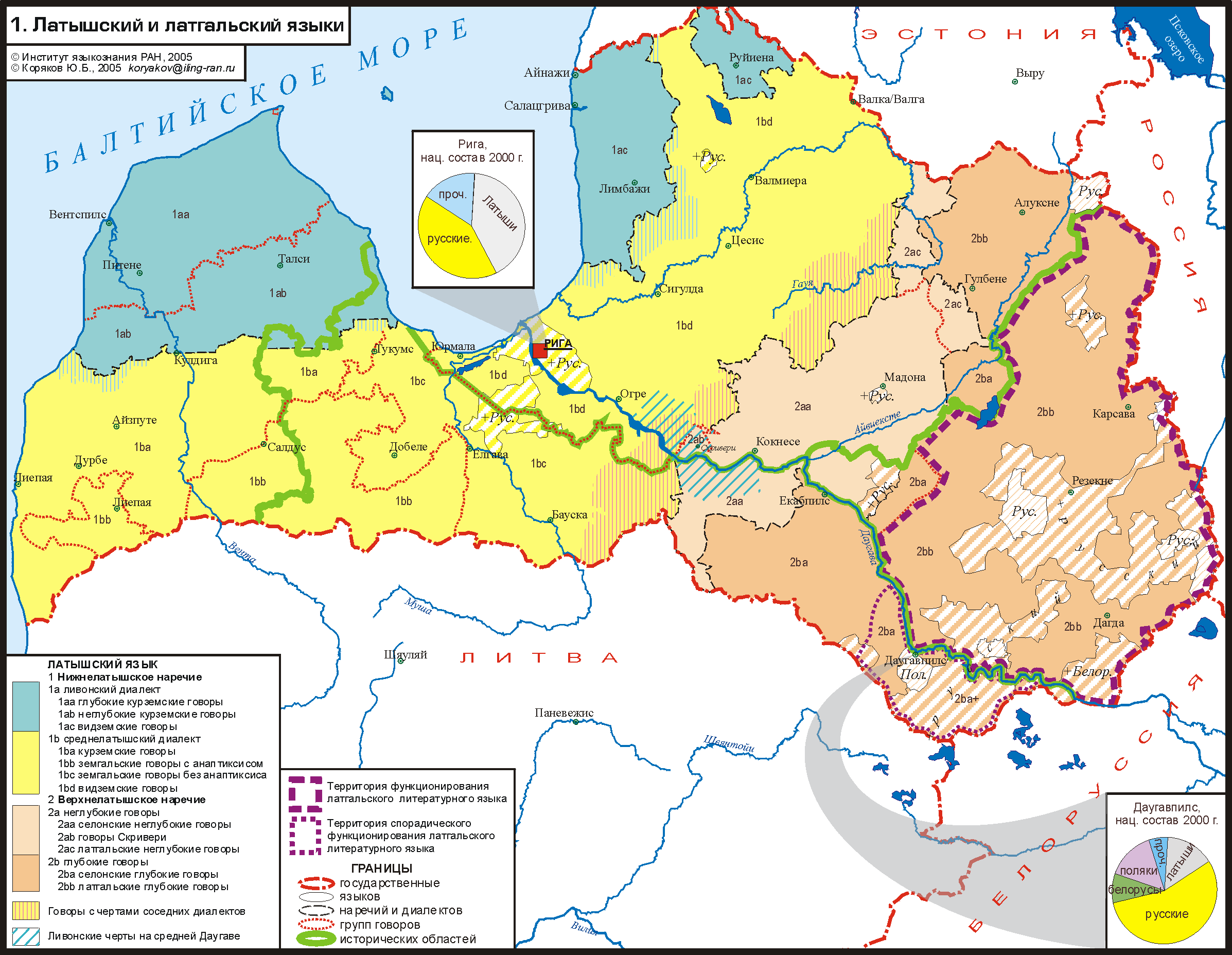
Ареал ливонского диалекта на карте распространения латышского и латгальского языков

Ливо́нский диале́кт (также северозападнолатышский диалект, тамский диалект; латыш. lībiskais dialekts, лит. lyviškoji tarmė) — один из трёх диалектов латышского языка. Распространён в северных и северо-западных районах Латвии, на севере Курземе и северо-западе Видземе. Ливонский диалект близок среднелатышскому, вместе их иногда объединяют как нижнелатышские диалекты и противопоставляют верхнелатышскому.
Ливонский диалект сформировался под субстратным влиянием ливского языка, относящегося к финно-угорской семье. В настоящее время ливский язык, распространённый на северо-западном побережье Курземе, почти полностью ассимилирован латышским.
Термин «ливонский» в русском языке ранее иногда применялся по отношению к ливскому языку (ливонский язык).

## Классификация
В состав ливонского диалекта включают следующие говоры:

Диалекты латышского языка

- Диалекты латышского языкавидземские говоры (латыш. vidzemes izloksnes) — распространены в северо-западной Видземе[9];
- курземские (тамские) говоры (латыш. tāmnieku kursiskās izloksnes) — распространены на севере Курземе[10]:
  - глубокие курземские говоры (латыш. dziļās, tāmnieku) — распространены в северном курземском ареале;
  - неглубокие курземские говоры (латыш. nedziļās) — распространены в южном курземском ареале.

Согласно классификации А. Гатерса, ливонский диалект соответствует тамскому диалекту, в котором выделяются куршские тамские и ливонские тамские говоры.

## Область распространения
Ареал ливонского диалекта размещён в северных и северо-западных районах Латвии в историко-этнографических областях Видземе (в её северо-западной части) и Курземе (в её северной части).
Видземские ареалы ливонского диалекта на севере граничат с ареалом эстонского языка, на западе — выходят к берегу Балтийского моря, остальные границы разделяют видземские ареалы с областью распространения видземских говоров среднелатышского диалекта. Курземский ареал ливонского диалекта на юге граничат с ареалом курземских говоров среднелатышского диалекта, с севера, востока и запада курземский ареал ограничивается побережьем Балтийского моря.
Ливонские черты также распространены в некоторых среднелатышских и верхнелатышских говорах на средней Даугаве.

## Диалектные особенности
Для ливонского диалекта характерны такие фонетические особенности, как:
1. Отсутствие различий между нисходящей и прерывистой слоговой интонацией.
2. Переход дифтонга au в [åu] и [ou]: [såûkt], [soûkt] (латыш. литер. saukt [sàukt]) «звать».
3. Переход гласной ē в [ei]: [eîšan̂] (латыш. литер. ēšana [ē̂šana]) «еда»; [papeîž] (латыш. литер. papēži [papē̂ži]) «пятки».
4. Наличие кратких гласных на месте долгих гласных и дифтонгов ie и uo в суффиксальных и конечных слогах: [runat] (латыш. литер. runāt [runāˆt]) «говорить»; [sē̃ņot] (латыш. литер. sēņot [sē̃ņuôt]) «собирать грибы»; [skriêtes] (латыш. литер. skrieties [skrìetiês]) «бежать наперегонки».
5. Сокращение конечных гласных с удлинением предшествующего глухого согласного и с удлинением гласного предыдущего слога предшествующего звонкого согласного: [up̅] (латыш. литер. upe [up:e]) «река»; [dā̑b] (латыш. литер. daba [daba]) «природа».
6. Смягчение согласных перед гласными переднего ряда с последующей утратой этих гласных: [atnā̃c’s] (латыш. литер. atnācis [atnā̃cis]) «пришёл».

Среди морфологических особенностей ливонского диалекта выделяются такие, как:
1. Отсутствие форм имён женского рода, заменённых формами мужского рода: tie lielei pļāvs (латыш. литер. tās lielās pļavas) «эти большие луга».
2. Наличие форм глагола 3-го лица на месте форм 1-го и 2-го лица единственного и множественного лица: es sit, tu sit, viņš sit, viņa sit, mēs sit, jūs sit, viņi sit, viņas sit (латыш. литер. es situ «я бью», tu sit «ты бьёшь», viņš sit «он бьёт», viņa sit «она бьёт», mēs sitam «мы бьём», jūs sitat «вы бьёте», viņi sit, viņas sit «они (мужской и женский род) бьют»).
3. Наличие форм винительного падежа единственного числа после предлогов, соответствующих формам родительного падежа литературного языка: bez nuod (< naudu) — латыш. литер. bez naudas «без денег».